# 118401 LINEAR
118401 LINEAR (1999 RE70), odnosno 176P/LINEAR, asteroid glavnog pojasa i komet. 
Samo je osam objekata u Sunčevu sustavu koje je dvojako označeno, i kao komet i kao asteroid: 2060 Hiron (95P/Hiron), 4015 Wilson-Harrington (107P/Wilson-Harrington), 7968 Elst-Pizarro (133P/Elst-Pizarro), 60558 Eheklo (174P/Eheklo), 118401 LINEAR (176P/LINEAR), (323137) 2003 BM80 (282P/2003 BM80), (300163) 2006 VW139 (288P/2006 VW139) i (457175) 2008 GO98 (362P/2008 GO98). S obzirom na dvostruki status, astrometrijska promatranja tih objekata objekta trebalo bi izvješćivati pod označavanje malih planeta.